# Осада-Воля
Осада-Воля (пол. Osada-Wola) — село в Польщі, у гміні Ойжень Цехановського повіту Мазовецького воєводства.
Населення — 39 осіб (2011).
У 1975-1998 роках село належало до Цехановського воєводства.

## Демографія
Демографічна структура станом на 31 березня 2011 року:
|          | Загалом | Допрацездатний вік | Працездатний вік | Постпрацездатний вік |
| -------- | ------- | ------------------ | ---------------- | -------------------- |
| Чоловіки | 24      | 6                  | 18               | 0                    |
| Жінки    | 15      | 1                  | 10               | 4                    |
| Разом    | 39      | 7                  | 28               | 4                    |